# Ka-Bar
Ka-Bar (USMC Mark II) — бойовий ніж.
Ніж був розроблений і вироблявся американською компанією Tidioute Cutlery Company. Прийнятий на озброєння в 1942 році корпусом морської піхоти і ВМС США. У роки Другої світової війни різними фірмами було вироблено близько 1 500 000 ножів. Використовувався під час Корейської і В'єтнамської воєн.
Є як бойовим, так і багатофункціональним ножем.

## Загальні характеристики
Клинок однолезовий, з фальшлезом на обуху. Піхви — шкіряні.
- Загальна довжина: 308 мм
- Довжина клинка: 177 мм

## Згадка в мистецтві
- Цим ножем користується викинутий на берег японського острова капрал Аллісон, персонаж фільму режисера Джона Х'юстона «Бог знає, містер Аллісон» (1957)[1][відсутнє в джерелі].
- У кінофільмі «Страх і огида в Лас-Вегасі» 1998 року доктор Гонзо (Бенісіо дель Торо) в деяких сценах розмахує саме цим ножем[джерело?].
- У серіалі «Підозрюваний» у другому сезоні в 17 серії цим ножем вбивають шерифа. Так як ніж специфічний, він дозволяє досить однозначно визначити свого господаря[джерело?].
- У серіалі «Сини Анархії» таким ножем користується головний герой — Джексон «Джекс» Теллер[джерело?].
- Герої коміксів Marvel Дедпул (Deadpool) і Каратель (Punisher) використовують ножі даного типу[джерело?].

## Компанія «Ek Commando Knife»
У травні 2014 року компанія «Ek Commando Knife» була придбана Ka-Bar разом з версіями продукції фірми 2015 року.